# نيكوس كازانتزاكيس
نيكوس كازانتزاكيس (18 فبراير 1883 - 26 أكتوبر 1957)، هو كاتب روائي وفيلسوف يوناني، اشتهر بروايته «زوربا اليوناني» التي تعتبر أعظم ما أبدع، اشتهر عالميا بعد عام 1964م حيث أنتج فيلم «زوربا اليوناني» للمخرج مايكل كاكويانيس والمأخوذ عن روايته. تجددت شهرته عام 1988م حيث أنتج فيلم «الإغواء الأخر للمسيح» للمخرج مارتن سكورسيس وهو مأخوذ عن رواية لكازنتزاكيس أيضا.

## حياته
عندما ولد كازانتزاكيس في عام 1883م في هيراكليون، لم تكن كريت قد انضمت بعد إلى الدولة اليونانية الحديثة، (التي أنشئت عام 1832م) وكانت لا تزال تحت حُكم الإمبراطورية العثمانية. من سنة 1902 درس كازانتزاكيس القانون في جامعة أثينا، ثم ذهب إلى باريس في عام 1907 لدراسة الفلسفة. هنا سقط تحت تأثير هنري برغسون. وكان عنوان أطروحة له 1909 «فريدريش نيتشه على فلسفة الحق والدولة.» لدى عودته إلى اليونان، بدأ ترجمة الأعمال في الفلسفة. في عام 1914 التقى انجيلوس سيكيليانوس. سافروا معا لمدة عامين في الأماكن التي ازدهرت فيها الثقافة اليونانية المسيحية الأرثوذكسية، وتأثر إلى حد كبير بالحماسة الوطنية ليسكيليانوس
تزوج كازانتزاكيس من جالاتيا اليكسيو في عام 1911؛ وانفصلا في عام 1926. تزوج ايليني ساميو في عام 1945. بين 1922 ووفاته في عام 1957، تغرب في باريس وبرلين (1922-1924)، وإيطاليا، وروسيا (في عام 1925)، وإسبانيا (في عام 1932)، ثم في وقت لاحق في قبرص، ايجينا، مصر، جبل سيناء، تشيكوسلوفاكيا، نيس (في وقت لاحق انه اشترى فيلا بالقرب من انتيب، في قسم المدينة القديمة بالقرب من السور البحري الشهير)، والصين، واليابان. أثناء وجوده في برلين، حيث كان الأوضاع السياسي المتفجرة، اكتشف كازانتزاكيس الشيوعية، وأصبح معجبا بفلاديمير لينين. وقال انه لم يصبح شيوعيا ثابت، ولكن زار الاتحاد السوفيتي والتقي المعارضة اليسارية والكاتب فيكتور سيرج. وشهد صعود جوزيف ستالين، وأصبح بخيبة أمل مع الشيوعية على النمط السوفيتي. في هذا الوقت، تم استبدل بمعتقداته الوطنية القديمة تدريجياأيديولوجية أكثر عالمية.
في عام 1945، أصبح زعيم حزب صغير يساري غير شيوعي، ودخل الحكومة اليونانية وزيرا بدون حقيبة. واستقال من هذا المنصب في العام التالي. في عام 1946، رشحت جمعية الكتاب اليونانية كازانتزاكيس وانجيلوس سيكيليانوس للحصول على جائزة نوبل للآداب. في عام 1957، خسر الجائزة لألبير كامو بفارق صوت واحد. وقال كامو في وقت لاحق أن كازانتزاكيس يستحق الشرف "مائة مرة أكثر» منه. في أواخر عام 1957، على الرغم من معاناته من سرطان الدم، ذهب في رحلة إلى الصين واليابان. وسقط مريضا في رحلة عودته، ثم تم نقله إلى فرايبورغ، ألمانيا، حيث توفي. وهو مدفون على الجدار المحيط بمدينة هيراكليون بالقرب من بوابة خانيا، لأن الكنيسة الأرثوذكسية رفضت دفنه في مقبرة.و مكتوب علي قبره «لا آمل في شيء. لا أخشى شيئا. أنا حر». (Δεν ελπίζω τίποτα. Δε φοβούμαι τίποτα. Είμαι λέφτερος.)
.
اختيرت الذكرى الخمسين لوفاته كفكرة لعملات اليورو عالية القيمة. عملة كازانتزاكيس اليوناني التذكارية ذات قيمة العشرة يورو سُكَت في 2007. حيث يظهر في إحدي وجهي العملة صورتة وعلى الوجة الآخر من العملة الشعار الوطني اليوناني مع توقيعه.

## كازنتزاكيس ونيتشه
إبان فترة دراسة كازنتزاكيس في باريس، تأثَّر بالفيلسوف والشاعر الألماني نيتشه، الذي غيَّر نظرته كما يقول إلى الدين والحياة والله، ودعاه إلى التمرد على أفكاره ومعتقداته القديمة كلِّها. حتى نظرته إلى الفنِّ تغيرت، وأدرك أن دور الفن يجب ألا يقتصر على إضفاء صورة جميلة وخيالية على الواقع والحياة، بل إن مهمته الأساسية هي كشف الحقيقة، حتى لو كانت قاسية ومدمِّرة. يقول كازنتزاكيس في نيتشه:

"ما الذي قام به هذا النبي؟ وما الذي طلب منَّا أن نفعله بالدرجة الأولى؟ طلب منَّا أن نرفض العزاءات كلَّها:
 الآلهة والأوطان والأخلاق والحقائق، وأن نظلَّ منعزلين دون أصحاب ورفاق،
وأن لا نستعمل إلا قوتنا، وأن نبدأ في صياغة عالم لا يُخجِل قلوبنا."

رغم أنتقاده الدائم للأديان إلا أنه لم يكن ينتقد رجال الدين كأفراد، وإنما ينتقد استخدام الدين كغطاء للتهرب من المسؤولية والعمل الفعَّال.

## كازنتزاكيس وبوذا
بعد مغادرة كازنتزاكيس لباريس، سافر إلى فيينا. وهناك بدأ مرحلة جديدة من حياته من خلال التعرف إلى بوذا، حيث عكف على دراسة المناسك والتعاليم البوذية، وحسب وجهة نظره أن دين المسيح كان ينظر إلى الحياة نظرةً مبسَّطة ومتفائلة جدًّا، على عكس بوذا الذي ينظر إلى الكون بعين ثاقبة وعميقة. لقد أحب بوذا بوصفه معلمًا ومرشدًا روحيًّا ومخلِّصًا. يقول كازنتزاكيس في بوذا:

"من بين الناس الذين ولدتْهم الأرضُ جميعًا يقف بوذا متألقًا في الذروة، روحًا نقية خالصة، دون خوف أو ألم، مليئًا بالرحمة والحكمة.
 كان يمدُّ يده ويفتح الطريق إلى الخلاص وهو يبتسم بوقار، والكائنات كلُّها تتبعه دون تفكير، وتخضع بحرية."

لقد كان بوذا في نظر كازنتزاكيس المرشد الذي نظَّم فوضى أسئلته، وأعطاه السكينة والسلام الداخليين.

## المناصب التي تولاها
تطوع في العام 1912 في الجيش اليوناني في حرب البلقان، ثم عُيِّنَ في العام 1919 مديرًا عامًّا في وزارة الشؤون الاجتماعية في اليونان، وكان مسؤولاً عن تأمين الغذاء لحوالى 15 ألف يوناني وعن إعادتهم من القوقاز إلى اليونان. لكنه استقال بُعيد ذلك من منصبه.
عمل في السياسة لفترة قصيرة، ثم عُيِّن وزيرًا في الحكومة اليونانية في العام 1945، ثم مديرًا في اليونسكو في العام 1946. وكانت وظيفته العمل على ترجمة كلاسيكيات العالم لتعزيز جسور التواصل بين الحضارات، خاصة بين الشرق والغرب. استقال بعد ذلك ليتفرغ للكتابة.

## مؤلفاته
كتب الأوديسة في ملحمة مؤلَّفة من 33.333 بيتًا. وقد بدأها من حيث انتهت أوديسة هوميروس. وقد اعتُبِرَ هذا العملُ ثورةً في مجال المفردات اللغوية والأسلوب، كما أظهر مدى عمق معرفة كازنتزاكيس بعلم الآثار والأنثروبولوجيا. كما كتب وترجم العديد من الأعمال الأدبية الهامة، نذكر منها:
- تصوف: منقذو الآلهة[7]، نشرته دار المدى للثقافة والنشر مترجماً للعربية بهذا العنوان، حيث صدرت طبعته الأولى عام 1998.
- الثعبان والزنبقة
- الحرية أو الموت
- فقير أسيزي
- الأخوة الأعداء
- زوربا اليوناني
- الإغواء الأخير للمسيح[8]
- الأوديسة:التكملة الحديثة (1929-1938)
- الكوميديا الإلهية لدانتي
- دون كيخوتي ديلامانشا لثربانتس
- هكذا تكلم زاردشت لنيتشه
- الإسكندر الأكبر (كتاب للأطفال)
- الآلام باليونانية أو المسيح يصلب من جديد[9]
- تقرير إلى غريكو.[10] وقد نشرتْ زوجتُه هذا الكتاب بعد وفاته في العام 1961 من خلال جمع رسائل كازنتزاكيس ومذكراته.
- رحلة إلى مصر: الوادي وسيناء، (ترجمة: محمد الظاهر و‌منية سمارة)
- رحلة إلى فلسطين، (ترجمة: محمد الظاهر ومنية سمارة) مؤسسة خلدون، عمّان، 1979[11]

تعرضتْ بعضُ أعمال كازنتزاكيس للرقابة، ومُنعَ نشرُها في بعض دول العالم. إلا أن كتاب الإغواء الأخير للمسيح الذي نُشِرَ في العام 1951 اعتُبِرَ الأكثر إثارة للجدل، إلى درجة أن الكنيسة الكاثوليكية الرومانية منعت الكتاب؛ كما عمد البابا آنذاك إلى إدراج كتابه ضمن لائحة الكتب الممنوعة في الفاتيكان سنة 1954 والذي أثار الجدل ذاته بعد أن قام المخرج الأمريكي مارتن سكورسيزي بإخراج هذا العمل في ثمانينيات القرن الماضي.

## الجوائز التي حصل عليها
- مُنِحَ كازنتزاكيس في 28 حزيران من العام 1957 جائزة لينين للسلام في مدينة فيينا.
- ترشح في العام 1956 لجائزة نوبل، لكنه خسرها بفارق صوت واحد في التصويت، وحصل عليها ألبير كامو.

## وفاته
توفي في 26 تشرين الأول سنة 1957 في ألمانيا عن عمر 74 عامًا، ونُقِلَ جثمانُه إلى أثينا. ولكن الكنيسة الأرثوذكسية منعت تشييعه هناك، فنُقِلَ إلى كريت، وكُتِبَتْ على شاهدة ضريحه، بناءً على طلبه، هذه العبارة من قصص التراث الهندي: «لا آمُل في شيء، لا أخشى شيءًا، أنا حر».
كان في آخر أيامه يطلب من ربِّه أن يمدَّ في عمره عشر سنوات أُخَر ليكمل أعماله و«يفرغ نفسه»، كما كان يقول. وكان يتمنى لو كان في إمكانه أن يتسول من كلِّ عابر سبيل ربع ساعة بما يكفي لإنهاء عمله.

## ذكراه
خُصِّصَ له متحفٌ صغير في جزيرته كريت فارفاري ميرتيا، واحتوى هذا المتحف على أشيائه الشخصية ومجموعة فيِّمة من المخطوطات والرسائل، بالإضافة إلى النسخ الأولية لكتبه، وصور ومقالات كُتِبَتْ عن حياته وأعماله.
تمَّ إخراج أربعة أفلام أُخِذَتْ عن رواياته، وهي: الهوى اليوناني، وزوربا، والإغواء الأخير للمسيح، ومؤخرًا، فيلم مأخوذ عن كتاب الإسكندر الأكبر. تقول عنه زوجته إنه كان نقيًّا وبريئًا وعذبًا بلا حدود مع الآخرين؛ أما مع نفسه فقد كان شديد القسوة، ربما لإحساسه بثقل المسؤولية الملقاة على عاتقه وحجم العمل المطلوب منه، ولأن ساعاته في الحياة محدودة.

## وصلات خارجية
- نيكوس كازانتزاكيس على موقع IMDb (الإنجليزية)
- نيكوس كازانتزاكيس على موقع الموسوعة البريطانية (الإنجليزية)
- نيكوس كازانتزاكيس على موقع مونزينجر (الألمانية)
- نيكوس كازانتزاكيس على موقع ميوزك برينز (الإنجليزية)
- نيكوس كازانتزاكيس على موقع قاعدة بيانات برودواي على الإنترنت (الإنجليزية)
- نيكوس كازانتزاكيس على موقع قاعدة بيانات الأفلام السويدية (السويدية)
- نيكوس كازانتزاكيس على موقع إن إن دي بي (الإنجليزية)
- نيكوس كازانتزاكيس على موقع ديسكوغز (الإنجليزية)
- نيكوس كازانتزاكيس على موقع قاعدة بيانات الفيلم (الإنجليزية)
- صفحة الكاتب نيكوس كزانتزاكيس  على موقع أبجد
- صفحة اقتباسات الكاتب نيكوس كزانتزاكيس  على موقع أبجد
- موقع عن نيكوس كازانتزاكيس
- همنشین بهار: نیکوس کازانتزاکیس، همسفر تاریخ وهمدم اساطیر (بخش نخست) على يوتيوب
- همنشین بهار: نیکوس کازانتزاکیس، همسفر تاریخ وهمدم اساطیر (بخش دوم) على يوتيوب